# Артиньоск-сюр-Вердон
Артиньоск-сюр-Вердон или Артиньос-сюр-Вердон (фр. Artignosc-sur-Verdon, окс. Artinhòsc) — коммуна на юго-востоке Франции в регионе Прованс — Альпы — Лазурный берег, департамент Вар, округ Бриньоль, кантон Флейоск.
Площадь коммуны — 18,53 км², население — 238 человек (2006) с выраженной тенденцией к росту: 310 человек (2012), плотность населения — 17,0 чел/км².

## Население
Население коммуны в 2011 году составляло 300 человек, а в 2012 году — 310 человек.
| 1962 | 1968 | 1975 | 1982 | 1990 | 1999 | 2004 | 2006 | 2009 | 2011 | 2012 |
| ---- | ---- | ---- | ---- | ---- | ---- | ---- | ---- | ---- | ---- | ---- |
| 160  | 173  | 181  | 187  | 201  | 221  | 237  | 238  | 293  | 300  | 310  |

Динамика населения:

## Экономика
В 2010 году из 182 человек трудоспособного возраста (от 15 до 64 лет) 111 были экономически активными, 71 — неактивными (показатель активности 61,0 %, в 1999 году — 64,8 %). Из 111 активных трудоспособных жителей работали 91 человек (50 мужчин и 41 женщина), 20 числились безработными (9 мужчин и 11 женщин). Среди 71 трудоспособных неактивных граждан 3 были учениками либо студентами, 41 — пенсионерами, а ещё 27 — были неактивны в силу других причин.
На протяжении 2010 года в коммуне числилось 135 облагаемых налогом домохозяйств, в которых проживало 285,0 человек. При этом медиана доходов составила 16 200 евро на одного налогоплательщика.